# Kanton Autrey-lès-Gray
Kanton Autrey-lès-Gray (francouzsky Canton d'Autrey-lès-Gray) je francouzský kanton v departementu Haute-Saône v regionu Franche-Comté. Tvoří ho 17 obcí.

## Obce kantonu
- Attricourt
- Autrey-lès-Gray
- Auvet-et-la-Chapelotte
- Bouhans-et-Feurg
- Broye-les-Loups-et-Verfontaine
- Chargey-lès-Gray
- Écuelle
- Essertenne-et-Cecey
- Fahy-lès-Autrey
- Lœuilley
- Mantoche
- Montureux-et-Prantigny
- Nantilly
- Oyrières
- Poyans
- Rigny
- Vars